# Radiya Sultana
Radiya Begūm bint Shams al-Dīn Iltutmish (in urdu رَضِيَة بِنْت إِلْتُتْمِش‎?,  in persiano  رَضِيَة بِنْت إِلْتُتْمِش‎, in hindi: रज़िया सुल्तान; anche Razia, Razya, Raziya, Raziyya, Radia, Radya, Radiya; Bada'un, 1205 circa – Delhi, 1240) nota come Raḍiya Sultāna o Razia Sultana (in urdu سُلْطَنَاه رَضِيَه‎?, Sultāna Raḍiya, o in persiano سُلْطَنَاه رَضِيَه‎, in hindi: रज़िया सुल्तान), è stata - come Sitt al-Mulk, sorella del califfo-imām fatimide al-Ḥākim I e la yemenita ‘’al-Sayyida al-Ḥurrà’’ (La Signora Libera), Arwā bint Aḥmad, nota anche come la "piccola Bilqīs" - una delle pochissime donne di fede islamica a regnare, in prima persona, nella storia della civiltà islamica., 
Fu reggente del sultanato mamelucco di Delhi in India. Le fonti riferiscono che pretendeva di farsi chiamare Raḍiya Sultān, con il titolo sultanale al maschile.

## Biografia
Nata Raḍiya Begūm, era figlia del sultano di Delhi Shams al-Dīn Iltutmish, un mamelucco di origini turche, e della sultana consorte Quṭūb Begŭm figlia del sultano Quṭb al-Dīn di Delhi che regnò all'incirca dal 1206 al 1210.
|  |

Raḍiya fu educata all'amministrazione dello Stato e all'uso delle armi al pari dei suoi fratelli. Frequentò poco l'harem di corte, quindi non assunse mai il comportamento tradizionale delle donne del tempo. Durante il regno di suo padre, Raḍiya partecipò attivamente agli affari di Stato e, contrariamente alle consuetudini, mostrava scoperto il suo volto in pubblico, vestiva da uomo, andava a cavallo ma molto più volentieri cavalcava elefanti, per evitare posture giudicate scomposte dalla morale islamica in battaglia.
Nel 1236 alla morte di Iltutmish, salì al potere suo fratellastro Rukn al-Dīn Fīrūz Shāh, che regnò per soli sei mesi, prima di essere ucciso. Le fonti affermano che Rukn al-Dīn era un sovrano debole e che il sultanato fosse guidato dalla madre Shāh Turkān Begūm, la [figlia] preferita del sultano Iltutmish.
Nel novembre dello stesso anno, col titolo di Jalâlat al-Dîn, Raḍiya fu nominata sultana di Delhi, come aveva desiderato suo padre Iltutmish, anche se ciò era poco gradito ai “Qāḍī”, che consideravano una donna al potere un’offesa e un disonore per la gerarchia militare e una pratica contraria alla Shari'a.
Il suo fu un sultanato secolare, le fonti confermano che dotò il suo regno di leggi più giuste, migliorò le infrastrutture del paese, favorì il commercio.  Fondò diverse madrasa (scuole) e biblioteche pubbliche, in cui si studiavano, oltre al Corano, la calligrafia, le scienze, la matematica, l'astrologia, e le letterature di altre culture linguistiche. Fu patrona delle arti e fece tradurre molti testi dal sanscrito in arabo.
Si dice, con la probabile consueta propensione al pettegolezzo ostile alle donne che non si fossero limitate alla realtà domestica, che la sua rovina fosse stato l’amore: prima la storia d’amore con lo schiavo Jamāl al-Dīn Yāqūt avrebbe suscitato grande scandalo. Poi il matrimonio con Malik Ikhtiyār al-Dīn Altunia, governatore del Bengala, appoggiato dai Qāḍī. I due si sposarono nel 1240. Insieme cercarono di frenare le continue cospirazioni dei “Quaranta", i nobili turchi che costituivano l'onnipotente guardia palatina. Nello stesso anno, però, Muʿizz al-Dīn Bahram Shāh, altro fratello di Razia, usurpo’ il trono e la fece imprigionare. Secondo il Minhaj al-Siraj dello storico persiano Juzjānī (1193-?), Raḍiya e suo marito Altunia vennero uccisi nel 1240. Vi sono diverse versioni dell’avvenimento, in quanto le circostanze della loro morte restano poco chiare. Non si conosce neanche il vero luogo di sepoltura di Raḍiya.
Ibn Baṭṭūṭa (1304 – 1368 /1369) nel suo manoscritto al-Riḥla ("Il viaggio"), riporta che quando egli visitò il Maḥalla Būlbūlī Khāna (mausoleo di Raḍiya), un centinaio di anni dopo la morte della sultana, quello fosse diventato un luogo di pellegrinaggio.

## Titoli
- Jalālat al-Dīn Raḍiya
- Sulṭān Raḍiya
- Sulṭāna Raḍiya
- Malika Raḍiya

## Fonti storiche
A testimonianza del potere regale della sultana Raḍiya vi è la moneta di rame (jital), coniata durante il suo regno (634–637 H./ 1236-1240 d.C.).
|  |

Su di essa vi è inciso: al-Sulṭān al-Muʿaẓẓam raḍiya al-Dīn bint (al-Sulṭān) (Il Sultano magnifico, di cui è soddisfatta la fede [islamica], Figlia del (Sultano).

## Cultura di massa
La leggenda di Raḍiya è ancora molto celebrata in India, libri, film e rappresentazioni teatrali ne sono la testimonianza.